# Џон Глен
Џон Хершел Глен млађи (енгл. John Herschel Glenn, Jr; Кембриџ, 18. јул 1921 — Коламбус, 8. децембар 2016) био је амерички марински пилот, астронаут, инжењер (дипломирао на Маскингам колеџу (данас универзитет) 1962. године) и сенатор. Био је пилот у Маринском корпусу (учествовао у Другом светском рату, Кинеском грађанском рату и Корејском рату) и последњи преостали члан групе Меркјури Седам, елитних пробних пилота које је одабрала НАСА 1959. године да управљају експерименталним свемирским бродом Меркјури и који су постали први амерички астронаути. Поред Глена, Меркјури Седам чинили су и Волтер Шира, Алан Шепард (први Американац у свемиру), Доналд Слејтон, Скот Карпентер, Гас Грисом и Гордон Купер. Глен је био најстарији међу њима.

## Биографија

### Рана младост, образовање и војна служба
Џон Глен је рођен у Кембриџу, Охајо, 18. јула 1921. године, као син Џона Хершела старијег (1895—1966) и Кларе Терезе Глен (рођене Спроут; 1897—1971). У младости је био члан Младих ренџера САД у Охају, организације сличне Младим извиђачима САД. Од малих ногу је на тај начин показао интерес за авантуру, али и за авијацију, кроз прављење модела авиона од балсе. Као дечак се бавио спортом, прао је аутомобиле, а продавао је и равен како би могао да купи бицикл, након чега је радио као разносач локалних новина. Средњу школу завршио је у Њу Конкорду 1939. године. По матурирању започиње студије на Маскингам колеџу. Током студија је стекао цивилну пилотску дозволу, али саме студије није званично завршио, будући да их је због рата прекинуо. Ипак, факултетска диплома му је додељена након космичког лета. У трогодишњем периоду (1956—1959) је студирао и на Универзитету Мериленд у време док је службовао као пробни пилот у тој америчкој савезној држави, па му је и то рачунато као повољна околност за стицање инжењерске дипломе основних студија.
По нападу Јапана на Перл Харбор, Глен прекида студије и ступа у Америчке војне ваздухопловне снаге, али никада није позван на дужност, па одлази у Ратну морнарицу САД, при којој успешно окончава пилотску обуку и користи могућност која му се указала, да буде прекомандован у чину потпоручника у Марински корпус САД. Као транспортни, патролни, али превасходно борбени пилот, учествовао је у 63 борбене мисије и стекао значајно ратно искуство, које му је у великој мери користило и касније, током учешћа у грађанском рату у Кини, као и током Корејског рата, када је летео и као маринац (27 борбених мисија) и био на размени у Ратном ваздухопловству САД, учествујући у 63 борбене мисије летећи на F-86 сејбровима, оборивши и три МиГ-15 на самом крају рата. Одликовани је ветеран ових конфликата.
Још док је био стациониран у Кореји, аплицирао је за елитну школу пробних пилота при Ратној морнарици САД у Пакс Риверу, Мериленд (марински пилоти су углавном слати у ту школу). Примљен је и завршио је курс јула 1954. године, након чега започиње ново поглавље у својој летачкој каријери, чија ће кулминација резултовати селекцијом у астронаутски корпус НАСА. У својству пробног пилота начинио је први суперсонични трансконтинентални лет 16. јула 1957. године.
Забележио је скоро 9.000 часова лета на разним типовима авиона, од чега око 3.000 на млазњацима.

### Астронаут
Након селекције, Глен је својом појавом и ораторским способностима постао врло запажен код новинара и у јавности се стекао утисак да би он могао бити први Американац у свемиру. Глен је 20. фебруара 1962. летео на мисији Френдшип 7 и постао први Американац који је облетео Земљу и пета особа у свемиру после космонаута Јурија Гагарина и Германа Титова, и суб-орбиталних мисија колега из Меркјури 7 — Алана Шепарда и Гаса Грисома (којима је био резерва). Глен се 1965. године повукао из војске у чину пуковника и дао отказ у агенцији НАСА да би могао да се кандидује за јавну функцију. Као члан Демократске странке, Глен је изабран да представља Охајо у Америчком Сенату од 1974. до 1999. године. Од 1984. је био део Фондације Меркјури Седам, која се бавила прикупљањем новца за младе наде и студенте у сфери науке и инжењерства.
Глен је добио Конгресну свемирску медаљу части 1978, Конгресну златну медаљу 2009. и Председничку медаљу слободе 2012. Уврштен је у Астронаутску кућу славних 1990. Док је још увек био активан сенатор, Глен је 29. октобра 1998. године постао најстарија особа која је летела у свемир (са пуних 77 година), и једина особа која је летела на програмима Меркјури и Спејс-шатл.

### Приватни живот и смрт
Преминуо је у Коламбусу, Охајо, 8. децембра 2016. године. Имао је 95 година. Иза себе је оставио супругу Ени, са којом је био у браку 73 године, сина Џона Дејвида (* 1945) и кћер Керолин Ен (* 1947). Сахрањен је на Националном гробљу Арлингтон.

## Галерија
- Џон Глен (други слева, чучи) са колегама из Меркјури Седам селекције, 1960-их година
- Џон Глен трчи на плажи Флориде, 1962. године
- Џон Глен уочи свог историјског лета, 1962. године
- Џон Глен током посете Финској, 1966. године

- Џон Глен у Сенату, крајем 1980-их година
- Џон Глен као сенатор, 1990. године
- Џон Глен (први здесна) са колегама мисије СТС-95, 1998. године
- Џон Глен прима Председничку медаљу слободе, 2012. године
- Детаљ са комеморације Џону Глену, 2016. године
- Почасна стража Маринског корпуса САД бди над ковчегом Џона Глена, 2016. године
- Гроб Џона Глена на Националном гробљу Арлингтон